# Vladlena Priestman
Vladlena Priestman, född 19 september 1967, är en brittisk bågskytt. Hon deltog vid olympiska sommarspelen 2000.